# Arrondissement de Saint-Marcellin
L'arrondissement de Saint-Marcellin est un ancien arrondissement français du département de l'Isère créé le 17 février 1800 et supprimé le 10 septembre 1926. Les cantons furent rattachés à l'arrondissement de Grenoble.

## Composition

L'arrondissement de Saint-Marcellin en 1926

Il comprenait les cantons de Pont-en-Royans, Rives, Roybon, Saint-Étienne-de-Saint-Geoirs, Saint-Marcellin, Tullins et Vinay.

## Sous-préfets
| Période           | Période           | Identité              | Fonction précédente                                      | Observation                                                                |
| ----------------- | ----------------- | --------------------- | -------------------------------------------------------- | -------------------------------------------------------------------------- |
| 15 septembre 1869 | 4 septembre 1870  | Paul Esterhazy        | Sous-préfet de Châteaulin                                | Révoqué à la chute du Second Empire                                        |
|                   |                   |                       |                                                          |                                                                            |
| 3 septembre 1879  |                   | Félix Charreyre       |                                                          | Mort en fonction                                                           |
| 27 juin 1881      | 29 novembre 1883  | Edouard de Luze       | Chef de cabinet du préfet de l'Isère                     | Nommé sous-préfet de Semur                                                 |
| 29 novembre 1883  | 22 décembre 1884  | Marie-Xavier Garnot   | Conseiller de préfecture des Hautes-Alpes                | Mis en disponibilité sur sa demande                                        |
| 22 décembre 1884  | 26 mars 1892      | Gaspard Moyne         |                                                          | Nommé sous-préfet de Dax                                                   |
| 26 mars 1892      | 4 octobre 1893    | Claude Verne          | Sous-préfet de Saint-Julien                              | Nommé sous-préfet d'Argentan                                               |
| 4 octobre 1893    | 23 juillet 1898   | Marie Champavère      |                                                          | Nommé sous-préfet de Murat                                                 |
| 23 juillet 1898   | 31 décembre 1899  | Louis Vernet          | Sous-préfet de Nyons                                     | Retraité                                                                   |
| 31 décembre 1899  | 10 juin 1902      | Lucien Saint          | Chef de cabinet du préfet de l'Isère                     | Nommé chef de cabinet du ministre du Commerce, de l'Industrie et des P.T.T |
| 9 septembre 1902  | 3 novembre 1906   | Georges Cauwès        | Chef de cabinet du préfet de l'Isère                     | Nommé secrétaire général de la préfecture de l'Isère                       |
| 3 novembre 1906   | 11 février 1909   | François Fabre        | Conseiller de préfecture du Tarn                         | Nommé sous-préfet de Villefranche-de-Lauragais                             |
| 11 février 1909   | 20 octobre 1911   | Marie-Étienne Regnaut | Sous-préfet de Villefranche-de-Lauragais                 | Nommé secrétaire général de la préfecture de Saône-et-Loire                |
| 20 octobre 1911   | 25 novembre 1911  | Marc Bruni            | Sous-préfet de Puget-Théniers                            | Nommé sous-préfet de Puget-Théniers                                        |
| 25 novembre 1911  | 1er février 1913  | Charles Scheffler     | Chef du secrétariat particulier du ministre des Colonies | Nommé chef adjoint du cabinet du ministre des Colonies                     |
| 12 mars 1913      | 12 janvier 1914   | Marcel Boutroue       |                                                          | Remplacé                                                                   |
| 12 janvier 1914   | 11 août 1914      | Charles Cavallier     |                                                          | Mobilisé pour la guerre                                                    |
|                   |                   |                       |                                                          |                                                                            |
| 9 mars 1919       | 11 octobre 1924   | Louis Martin          | Conseiller de préfecture de l'Isère                      | Nommé sous-préfet de La Tour-du-Pin                                        |
| 11 octobre 1924   | 22 septembre 1926 | Sully Dumas           | Sous-préfet d'Apt                                        | Rattaché à la préfecture de l'Isère à la fermeture de la sous-préfecture   |